# Filip Turčinović
Filip Turčinović (25 ottobre 1996) è un giocatore di football americano serbo, che gioca nel ruolo di runningback per i Novi Sad Wild Dogs.